# Tolu Ogunlesi
Tolu Ogunlesi, né le 3 mars 1982 à Édimbourg, est un journaliste, photographe et écrivain nigérian. Son compte Twitter est l'un des plus suivis au Nigéria (environ 230 000 comptes). En février 2016, le président Muhammadu Buhari l'a nommé conseiller spécial pour le numérique et les nouveaux médias. 

## Biographie
Né à Édimbourg de parents nigérians, Tolu Ogunlesi a passé la plus grande partie de sa vie au Nigéria. Il a obtenu en 2004 une licence de pharmacie (B. Pharm) à l'université d'Ibadan, et un master en création littéraire de l'université d'East Anglia en 2011. 
Il est l'auteur d'un recueil de poésie publié (Listen to the Geckos Singing from a Balcony, Bewrite Books, 2004) et d'un roman court (novella dans le monde anglo-saxon), Conquest & Conviviality (Hodder Murray, 2008). Ses fictions et sa poésie ont été publiées par les revues et recueils suivants : The London Magazine, Wasafiri, Farafina, PEN Anthology of New Nigerian Writing, Litro, Brand, Orbis, Nano2ales, Stimulus Respond, Sable, Magma, Stanford’s Black Arts Quarterly et World Literature Today. En 2007, il reçoit le prix Dorothy Sargent Rosenberg, en 2008, une bourse du Nordic Africa Institute, en 2009, un ebourse de l'université de Birmingham. 
En tant que journaliste, il a été récompensé à deux reprises dans le cadre des CNN Multichoice African Journalist Awards (Arts and Culture Prize en 2009 et Coca-Cola Company Economics & Business Award en 2013). Il a contribué aux médias suivants : Tell Magazine, The Guardian (Nigéria), Daily Independent, New Age, Forbes Africa, The Guardian (Royaume-Uni), Financial Times, Huffington Post, Business Day et Premium Times. Il a été directeur artistique du British Council au Nigéria en 2011-2012. Il a été sélectionné en 2015 par le Département d'État américain dans le cadre du programme IVLP (invitation de personnalités d'avenir). 